# Hirmand (shahrestan)
Hirmand (persiska: هیرمند), eller Shahrestan-e Hirmand (شهرستان هیرمند), är en delprovins (shahrestan) i Iran. Den ligger i provinsen Sistan och Baluchistan, i den östra delen av landet, och gränsar mot Afghanistan. Administrativ huvudort är Dust Mohammad.
Delprovinsen hade 63 979 invånare 2016.